# Вооружённые силы Союзной Республики Югославии
Вооружённые силы Союзной Республики Югославии (серб. Војска Jугославије) — армия «малой» Югославии, созданная из тех частей Югославской народной армии, которые 20 мая 1992 года находились на территории Сербии и Черногории. Существовала вплоть до преобразования в армию Сербии и Черногории 4 февраля 2003 года. Состояла из Сухопутных войск, ВВС и ПВО, и ВМФ.
Армия СРЮ во время своего существования участвовала в боях с албанскими повстанцами в Косове в 1998-1999 годах, а также в Прешевской долине в 2000 году. Во время военной операции НАТО против Югославии, армия отражала воздушные атаки противника.

## Сухопутные войска
Сухопутные войска СРЮ состояли из трех армий и семи корпусов. 1-я армия отвечала за Воеводину и Белград, 2-я за Черногорию и юго-запад Сербии, а 3-я армия была ответственной за центр и юг Сербии и Косово и Метохию.

## ВВС и ПВО
ВВС и ПВО «малой Югославии» состояли из корпуса противовоздушной обороны, авиационного корпуса и подразделений в подчинении Штаба. Силы ПВО насчитывали одну бригаду и шесть полков.

## Военно-морской флот
В состав флота СРЮ вошли те корабли, которые находились в портах Черногории в 1992 году, а также те, что были эвакуированы с территории Хорватии, провозгласившей независимость годом раньше. В 1999 году югославский флот принял участие в войне против НАТО. Потерь в материальной части не было.

## Праздники
- 16 июня — День армии и Сухопутных войск
- 24 декабря — День ВВС и ПВО
- 9 июня — День ВМФ